# Robert Marrast
Robert Marrast (Toulouse, 1928-Paris, 2015) fue un hispanista francés.

## Biografía
Profesor emérito de la Universidad de Burdeos, ejerció también la docencia en la Sorbona, la Universidad de Rennes y la Nueva Sorbona o París III. Se dedicó sobre todo al estudio de José de Espronceda, sobre quien realizó su tesis doctoral, pero también ha dedicado su atención al teatro de Cervantes y ha recuperado numerosos textos inéditos de Miguel Hernández y Rafael Alberti. Ha colaborado en las revistas más importantes del Hispanismo internacional y traducido obras de Alberti (El adefesio, El trébol florido, De un momento a otro, Sermones y moradas, Yo era un tonto..., La arboleda perdida), de Juan Goytisolo y Luis Goytisolo, de Pío Baroja, Valle-Inclán, Galdós, Carlos Fuentes, Octavio Paz, Max Aub, Guillermo Cabrera Infante, Josep Palau i Fabré, Luis Cernuda y Pere Gimferrer. Dirigió la publicación en la Bibliothèque de la Pléiade de los tres volúmenes de Théâtre espagnol du XVI siècle y Théâtre espagnol du XVII siècle (I y II), en los que colaboró con versiones francesas anotadas de Cervantes, Lope de Vega, Guillén de Castro, Tirso de Molina y Pedro Calderón de la Barca. 
Pronunció conferencias y estuvo en cursos de verano por Francia y España y participó como invitado en coloquios y seminarios sobre Alberti, el Romanticismo o la poesía contemporánea, materias en las que es un gran experto.

## Obras
- Miguel de Cervantes dramaturge (Paris: L'Arche, 1957)
- Espronceda. Articles et discours oubliés (1966)
- Aspects du theatre de Rafael Alberti (1967)
- José de Espronceda et son temps (tesis doctoral, 1974, traducción española, José de Espronceda y su tiempo, Barcelona: Crítica, 1989)
- El teatro durante la guerra civil española (1978)
- Rafael Alberti en México (1985).
- Edición crítica de El cerco de Numancia de Cervantes (1961, 1970, 1984); de Poesías y fragmentos épicos (1969) y El estudiante de Salamanca y El diablo mundo (1978) de Espronceda; de Marinero en tierra, La amante, El alba del Alhelí (1972) de Rafael Alberti.
- Ediciones bilingües de El alcalde de Zalamea de Calderón (1959, 1968), El cerco de Numancia y El rufián dichoso de Cervantes.
- Recopilaciones de textos inéditos o rescatados:  Prosas y poesías olvidadas de Antonio Machado (1964, con  R. Martínez López); Lope de Vega y la poesía contemporánea, seguido de La pájara pinta (1964) y Prosas encontradas (1970, 1973, 2000) de Alberti; Poesía y prosa de guerra y otros textos olvidados de Miguel Hernández (1977, con J. Cano Ballesta).